# Xawery Czernicki
Xawery Czernicki (16. října 1882 – 1940) byl polský admirál. Byl zavražděn v Katyni v roce 1940.
Narodil se 16. října 1882. Studoval na gymnáziu. V roce 1913 se stal kapitánem. Za první světové války sloužil v ruském námořnictvu. Po válce se vrátil do Polska a vstoupil do polského námořnictva. Roku 1938 byl povýšen na kontradmirála.